# Nuoto ai campionati europei di nuoto 2018 - 50 metri farfalla femminili
La gara dei 50 metri farfalla femminili dei campionati europei di nuoto di 2018 si è svolta l'8 e il 9 agosto 2018 presso il Tollcross International Swimming Centre di Glasgow, nel Regno Unito.

## Podio
| Pos.    | Atleta          | Nazione   |
| ------- | --------------- | --------- |
| Oro     | Sarah Sjöström  | Svezia    |
| Argento | Emilie Beckmann | Danimarca |
| Bronzo  | Kimberly Buys   | Belgio    |

## Record
Prima della manifestazione il record del mondo (RM), il record europeo (EU) e il record dei campionati (RC) erano i seguenti:
| Record mondiale       | 24"43 | Sarah Sjöström | 4 luglio 2014 Borås    |
| Record europeo        | 24"43 | Sarah Sjöström | 4 luglio 2014 Borås    |
| Record dei campionati | 24"87 | Sarah Sjöström | 18 agosto 2014 Berlino |

## Risultati

### Batterie
Le batterie si sono svolte l'8 agosto 2018, alle 9:26.
| Class | Gruppo | Corsia | Nome                  | Nazione              | Tempo | Note |
| ----- | ------ | ------ | --------------------- | -------------------- | ----- | ---- |
| 1     | 5      | 4      | Sarah Sjöström        | Svezia               | 25.11 | Q    |
| 2     | 3      | 5      | Emilie Beckmann       | Danimarca            | 25.72 | Q    |
| 3     | 4      | 5      | Kimberly Buys         | Belgio               | 25.80 | Q    |
| 4     | 4      | 4      | Ranomi Kromowidjojo   | Paesi Bassi          | 25.92 | Q    |
| 5     | 3      | 4      | Mélanie Henique       | Francia              | 25.94 | Q    |
| 6     | 4      | 2      | Anna Dowgiert         | Polonia              | 26.13 | Q    |
| 7     | 3      | 3      | Elena Di Liddo        | Italia               | 26.28 | Q    |
| 8     | 4      | 6      | Kim Busch             | Paesi Bassi          | 26.38 | Q    |
| 9     | 5      | 5      | Aliena Schmidtke      | Germania             | 26.41 | Q    |
| 10    | 3      | 7      | Ilaria Bianchi        | Italia               | 26.47 | Q    |
| 11    | 3      | 2      | Mimosa Jallow         | Finlandia            | 26.49 | Q    |
| 12    | 3      | 6      | Louise Hansson        | Svezia               | 26.50 | QSO  |
| 12    | 5      | 6      | Sara Junevik          | Svezia               | 26.50 | QSO  |
| 14    | 5      | 2      | Anna Ntountounaki     | Grecia               | 26.53 | Q    |
| 15    | 2      | 7      | Julie Kepp Jensen     | Danimarca            | 26.62 | Q    |
| 16    | 5      | 9      | Alexandra Touretski   | Svizzera             | 26.77 | Q    |
| 17    | 5      | 3      | Maaike de Waard       | Paesi Bassi          | 26.82 |      |
| 18    | 4      | 9      | Lucie Svěcená         | Rep. Ceca            | 26.91 | Q    |
| 19    | 4      | 7      | Rozaliya Nasretdinova | Russia               | 26.92 |      |
| 20    | 3      | 1      | Kinge Zandringa       | Paesi Bassi          | 27.02 |      |
| 21    | 3      | 8      | Liliána Szilágyi      | Ungheria             | 27.09 |      |
| 22    | 4      | 1      | Anastasiya Kuliashova | Bielorussia          | 27.15 |      |
| 23    | 2      | 5      | Kertu Alnek           | Estonia              | 27.17 |      |
| 24    | 4      | 8      | Ida Lindborg          | Svezia               | 27.20 |      |
| 25    | 5      | 1      | Alys Thomas           | Gran Bretagna        | 27.24 |      |
| 26    | 5      | 7      | Amit Ivry             | Israele              | 27.30 |      |
| 27    | 5      | 8      | Charlotte Atkinson    | Gran Bretagna        | 27.48 |      |
| 28    | 2      | 2      | Emilie Løvberg        | Norvegia             | 27.53 |      |
| 29    | 2      | 3      | Amina Kajtaz          | Bosnia ed Erzegovina | 27.56 |      |
| 30    | 2      | 8      | Caroline Pilhatsch    | Austria              | 27.72 |      |
| 31    | 3      | 0      | Anna Kolářová         | Rep. Ceca            | 27.83 |      |
| 32    | 4      | 0      | Svenja Stoffel        | Svizzera             | 27.84 |      |
| 33    | 5      | 0      | Aleyna Özkan          | Turchia              | 27.91 |      |
| 34    | 2      | 9      | Ieva Maļuka           | Lettonia             | 27.98 |      |
| 35    | 3      | 9      | Gabriela Ņikitina     | Lettonia             | 28.10 |      |
| 35    | 2      | 6      | Alexandra Schegoleva  | Cipro                | 28.10 |      |
| 37    | 1      | 5      | Beatrice Felici       | San Marino           | 28.27 |      |
| 38    | 2      | 1      | Sezin Eliguel         | Turchia              | 28.46 |      |
| 39    | 2      | 0      | Ana Catarina Monteiro | Portogallo           | 28.52 |      |
| 40    | 1      | 4      | Claudia Hufnagl       | Austria              | 28.79 |      |
| 41    | 1      | 3      | Nida Eliz Üstündağ    | Turchia              | 28.96 |      |
| 42    | 1      | 6      | Ani Poghosyan         | Armenia              | 29.85 |      |
| 43    | 1      | 2      | Tatiana Chișca        | Moldavia             | 29.96 |      |
| dns   | 2      | 4      | Jenna Laukkanen       | Finlandia            | dns   | dns  |
| dns   | 4      | 3      | Marie Wattel          | Francia              | dns   | dns  |

### Spareggio
Lo spareggio si è svolto l'8 agosto 2018 alle 10:14.
| Class | Corsia | Nome           | Nazione | Tempo | Note |
| ----- | ------ | -------------- | ------- | ----- | ---- |
| 1     | 5      | Louise Hansson | Svezia  | 26.11 | Q    |
| 2     | 4      | Sara Junevik   | Svezia  | 26.36 |      |

### Semifinali
Le semifinali si sono svolte l'8 agosto 2018 alle 17:10.

#### Semifinale 1
| Class | Corsia | Nome                | Nazione     | Tempo | Note |
| ----- | ------ | ------------------- | ----------- | ----- | ---- |
| 1     | 4      | Emilie Beckmann     | Danimarca   | 25.86 | Q    |
| 2     | 5      | Ranomi Kromowidjojo | Paesi Bassi | 25.95 | Q    |
| 3     | 3      | Anna Dowgiert       | Polonia     | 26.14 | Q    |
| 4     | 6      | Kim Busch           | Paesi Bassi | 26.42 |      |
| 5     | 2      | Ilaria Bianchi      | Italia      | 26.43 |      |
| 6     | 7      | Louise Hansson      | Svezia      | 26.54 |      |
| 7     | 1      | Julie Kepp Jensen   | Danimarca   | 26.86 |      |
| 8     | 8      | Lucie Svěcená       | Rep. Ceca   | 26.90 |      |

#### Semifinale 2
| Class | Corsia | Nome                | Nazione   | Tempo | Note |
| ----- | ------ | ------------------- | --------- | ----- | ---- |
| 1     | 4      | Sarah Sjöström      | Svezia    | 25.51 | Q    |
| 2     | 3      | Mélanie Henique     | Francia   | 25.68 | Q    |
| 3     | 5      | Kimberly Buys       | Belgio    | 25.76 | Q    |
| 4     | 2      | Aliena Schmidtke    | Germania  | 26.09 | Q    |
| 5     | 1      | Anna Ntountounaki   | Grecia    | 26.22 | Q NR |
| 6     | 7      | Mimosa Jallow       | Finlandia | 26.24 |      |
| 7     | 6      | Elena Di Liddo      | Italia    | 26.36 |      |
| 8     | 8      | Alexandra Touretski | Svizzera  | 26.66 |      |

### Finale
La finale si è svolta il 9 agosto 2018 alle ore 16:45.
| Class   | Corsia | Nome                | Nazione     | Tempo | Note |
| ------- | ------ | ------------------- | ----------- | ----- | ---- |
| Oro     | 4      | Sarah Sjöström      | Svezia      | 25.16 |      |
| Argento | 6      | Emilie Beckmann     | Danimarca   | 25.72 |      |
| Bronzo  | 3      | Kimberly Buys       | Belgio      | 25.74 |      |
| 4       | 7      | Aliena Schmidtke    | Germania    | 25.77 |      |
| 5       | 5      | Mélanie Henique     | Francia     | 25.84 |      |
| 6       | 2      | Ranomi Kromowidjojo | Paesi Bassi | 25.88 |      |
| 7       | 1      | Anna Dowgiert       | Polonia     | 26.18 |      |
| 8       | 8      | Anna Ntountounaki   | Grecia      | 26.23 |      |